# Cooksonia
Cooksonia var en slægt af primitive og uddøde landplanter, der forekom i sen Silur til Devon. Cooksonia og Rhynia var de første landplanter som man har kendskab til. Der var tale om uhyre simple sporeplanter, hvor man dog kun kender fossiler af sporofytten. Denne kunne minde om sporofytterne hos levermosser og visse mosser og bestod af en få centimeter lang stilk der forgrenede sig nogle få gange. Hver gren endte med et lille knap-formet sporangium. 
Eftersom de var sporeplanter forekom der ingen blomster, og da man kun kender sporofytten heller ingen blade. Man kender heller ikke rødder.
Taksonomisk formodes de at ligge tæt på Hornblade, og de repræsenterer muligvis en tidlig overgangsform til karplanterne.
Man har indentificeret 5-10 forskellige arter.
Der kendes et stort antal fossiler af Cooksonia, primært fra De Britiske Øer og det østlige Australien.
| Botanik | Spire Denne botanikartikel er en spire som bør udbygges. Du er velkommen til at hjælpe Wikipedia ved at udvide den. |

- Wikimedia Commons har flere filer relateret til Cooksonia